# Associazione Calcio Pro Vasto 1974-1975
Questa voce raccoglie le informazioni riguardanti l'Associazione Calcio Pro Vasto nelle competizioni ufficiali della stagione 1974-1975.

## Rosa
| N. |                   | Ruolo | Calciatore           |
| -- | ----------------- | ----- | -------------------- |
|    | Italia (bandiera) | C     | Roberto Battista     |
|    | Italia (bandiera) | D     | Cesare Borgia        |
|    | Italia (bandiera) | A     | Paolino Bozza        |
|    | Italia (bandiera) | A     | Carlo Cappotti       |
|    | Italia (bandiera) | A     | Nicola Cericola      |
|    | Italia (bandiera) | D     | Alfonso De Filippis  |
|    | Italia (bandiera) | C     | Wagner Di Bartolomeo |
|    | Italia (bandiera) | P     | Arnaldo Di Mascio    |
|    | Italia (bandiera) | P     | Bruno Jacoboni       |
|    | Italia (bandiera) | D     | Angelo Lodi          |
|    | Italia (bandiera) | A     | Antonio Lo Vecchio   |

| N. |                   | Ruolo | Calciatore         |
| -- | ----------------- | ----- | ------------------ |
|    | Italia (bandiera) | C     | Guido Mazzetti     |
|    | Italia (bandiera) | D     | Mauro Melotti      |
|    | Italia (bandiera) | C     | Giancarlo Natalini |
|    | Italia (bandiera) | C     | Nicola Perricone   |
|    | Italia (bandiera) | D     | Francesco Raimondi |
|    | Italia (bandiera) | D     | Ascanio Rinaldi    |
|    | Italia (bandiera) | P     | Basso Ritucci      |
|    | Italia (bandiera) | C     | Renzo Rossi        |
|    | Italia (bandiera) | A     | Tommaso Savastio   |
|    | Italia (bandiera) | D     | Bruno Taverna      |